# Kelleys Island
Kelleys Island és una illa dels Grans Llacs i una població dels Estats Units a l'estat d'Ohio. Segons el cens del 2000 tenia 367 habitants.

## Demografia
Segons el cens del 2000, Kelleys Island tenia 367 habitants, 183 habitatges, i 112 famílies. La densitat de població era de 31,1 habitants/km².
Dels 183 habitatges en un 15,8% hi vivien nens de menys de 18 anys, en un 53,6% hi vivien parelles casades, en un 5,5% dones solteres, i en un 38,3% no eren unitats familiars. En el 35,5% dels habitatges hi vivien persones soles el 15,3% de les quals corresponia a persones de 65 anys o més que vivien soles. El nombre mitjà de persones vivint en cada habitatge era d'1,99 i el nombre mitjà de persones que vivien en cada família era de 2,55.
Per edats la població es repartia de la següent manera: un 15% tenia menys de 18 anys, un 2,2% entre 18 i 24, un 19,9% entre 25 i 44, un 40,1% de 45 a 60 i un 22,9% 65 anys o més.
L'edat mediana era de 52 anys. Per cada 100 dones de 18 o més anys hi havia 102,6 homes.
La renda mediana per habitatge era de 35.500 $ i la renda mediana per família de 49.375 $. Els homes tenien una renda mediana de 29.643 $ mentre que les dones 26.071 $. La renda per capita de la població era de 21.944 $. Aproximadament el 7,6% de les famílies i el 9,8% de la població estaven per davall del llindar de pobresa.

## Poblacions més properes
El següent diagrama mostra les poblacions més properes.